# Bedřich Šupčík
Bedřich Šupčík (22. října 1898 Trumau u Vídně – 11. července 1957 Písek) byl český sportovní gymnasta, první československý olympijský vítěz. Zlatou medaili získal na VIII. olympijských hrách v Paříži v roce 1924 za (dnes již neexistující disciplínu) šplh na laně bez přírazu. Památku tohoto sportovce připomíná pamětní deska v Horosedlích (odhalena 16. října 2003) a též hrob v nedalekých Mirovicích. Od roku 1993 se na jeho paměť koná každoročně v Příbrami Memoriál Bedřicha Šupčíka ve šplhu na laně. V roce 2023 byl v české anketě Sportovec roku vyhlášen sportovní legendou.

## Životopis
Bedřich Šupčík se narodil 22. října 1898 v početné české rodině kočího Františka a jeho ženy, vídeňské Češky, Terezie (rozené Mareschové) v Trumau u Vídně v Rakousku. Vyrůstal u tety Evy Skaličkové (sestry Františka Šupčíka), která se pro něj stala „adoptivní matkou“, v Kvasicích u Kroměříže, kde také začal cvičit v Sokole. Po návratu z I. světové války se usadil jako domovník Bánské a hutní společnosti v Brně, kde se započal intenzivně věnovat tělovýchově v místní Sokolské jednotě – Sokol Brno I. Byl vyučeným zemědělcem.
Na poslední chvíli se dostal do nominace pro VIII. olympijské hry v Paříži v roce 1924. Zde v samotném závěru olympiády získal jako první Čech a Čechoslovák zlatou medaili ve šplhu na laně. Zvítězil 20. července na otevřeném stadionu v Colombes v čase 7,2 sekundy ve šplhu bez přírazu na osmimetrovém laně. Krátce po návratu z olympiády se oženil se služebnou Marií (rozenou Ledinskou) a společně založili rodinu v Brně. Z Brna přesídlili do Prahy. I když Šupčík i nadále startoval na světových šampionátech, úspěchů dosahoval především v soutěžích družstev a medaile za individuální disciplíny příliš nevozil.
S vrcholovou sportovní kariérou se rozloučil po mistrovství světa v roce 1931, kde získal třetí místo na kruzích a páté na bradlech. Začal působit jako sokolník Nuselské sokolovny, posléze působil v Hostivaři. V době válečné a poválečné se živil jako obchodní cestující s hasicími přístroji a posléze jako expert požární ochrany v Praze. V roce 1948 jej postihl infarkt a na naléhání rodiny se přestěhoval z Prahy do klidného prostředí Horosedel (rodiště manželčina). Zanedlouho jej však stihl další infarkt, který jej odkázal do invalidního důchodu. Tehdy se o pomoc a podporu v nouzi obrátil ke Státnímu výboru pro tělovýchovu a sport, který se k němu však obrátil zcela zády – jako příslušník Sokola byl nepohodlný. Začal si tedy přivydělávat jako pojišťovací agent. Třetí infarkt se mu stal osudným a z písecké nemocnice se domů nikdy nevrátil. Zemřel ve věku 58 let. Je pohřben v urnovém háji na novém hřbitově v Mirovicích u Písku.

## Sportovní úspěchy
- 1924 – zlatá medaile ve šplhu na laně na VIII. olympijských hrách v Paříži. Zvítězil 20. července na otevřeném stadionu v Colombes v čase 7,2 sekundy ve šplhu bez přírazu na osmimetrovém laně. (Poprvé se ve šplhu na laně soutěžilo na I. olympijských hrách v Athénách v roce 1896, naposledy pak v Los Angeles v roce 1932.)
- 1924 – bronzová medaile na VIII. olympijských hrách v Paříži za víceboj.
- 1926 – mistr světa z Lyonu v soutěži gymnastických družstev.
- 1930 – mistr světa v soutěži gymnastických družstev.
- 1928 – stříbrná medaile na IX. olympijských hrách v Amsterdamu v soutěži gymnastických družstev (4. v soutěži na bradlech a 6. v kruzích).
- 1930 – stříbrná medaile z mistrovství světa v Lucembursku ve cvičení na kruzích.
- 1931 – bronzová medaile z mistrovství světa v atletice ve cvičení na kruzích (5. ve cvičení na bradlech).